# Singtām (ort i Indien, South District)
Singtām är en ort i Indien.   Den ligger i distriktet South District och delstaten Sikkim, i den nordöstra delen av landet, 1 100 km öster om huvudstaden New Delhi. Singtām ligger 1 130 meter över havet och antalet invånare är 5 431.
Terrängen runt Singtām är huvudsakligen bergig, men åt sydväst är den kuperad. Runt Singtām är det ganska tätbefolkat, med 179 invånare per kvadratkilometer. Närmaste större samhälle är Kālimpang, 13,2 km sydost om Singtām. I omgivningarna runt Singtām växer i huvudsak blandskog.